# Dagblaðið
Dagblaðið var en konservativ færøsk avis. Den udkom i Tórshavn fra 1935-94 og 1997-2003. Avisen blev grundlagt som talerør for Vinnuflokkurin (Erhvervspartiet), da det i 1940 indgik i det nystiftede Fólkaflokkurin overgik avisen til at støtte dette parti. Dagblaðið arbejdede energisk for færøsk selvstændighed. Fra 1946 til 1975 havde avisen to ligestillede redaktører. Efter at Óli Breckmann blev eneredaktør i 1975, indledte han en modernisering af avisen med større fokus på nyheder og erhvervsstof end partipolitk, og i 1977 var avisen Færøernes næststørste. Dagblaðið kom i økonomisk uføre i 1990'erne, og indstillede driften i 1994. Fra 1997 blev avisen igen udgivet, men blev endelig nedlagt 1. juli 2003.

## Oplag
- 1998: 2 000
- 1999: 2 000
- 2000: 2 000
- 2001: 2 000
- 2002: 1 800
- 2003: 1 800

## Redaktører
- 1935–1936 Ernst Sondum
- 1937–1942 Elias Johansen
- 1942–1946 Knút Wang
- 1946–1947 Poul Petersen
- 1947–1975 Knút Wang
- 1947–1971 Maurentius Viðstein
- 1971–1975 Poul Petersen
- 1975–1991 Óli Breckmann
- 1991-1993 Óla Jákup Rólantsson
- 1998–2002 Óli Breckmann